# فرخونيات
الفرخونيات أو الأفراخ وأشباهها (الاسم العلمي: Percoidei) هي رتيبة من الأسماك تتبع الرتبة الفرخيات من طائفة شعاعيات الزعانف.

## التصنيف
- رتيبة الفرخونيات
  - فوق فصيلة الفرخينات
    - فصيلة العندقات
      - جنس العندق

    - الفصيلة البرمونية
      - أسرة البرموناوات
        - جنس البرمون

    - فصيلة الموجارات
      - جنس الموجارة

    - الفصيلة النهاشية